# Робертс, Пэт
Чарльз Па́трик «Пэт» Ро́бертс (англ. Charles Patrick Roberts; род. 20 апреля 1936, Топика, США) — американский политик, республиканец, сенатор США от штата Канзас, член сенатского комитета по вопросам финансов.